# 蒙戈莫
蒙戈莫是赤道畿內亞的城市，也是韋萊恩薩斯省的首府，位於該國大陸東部，毗鄰與加蓬接壤的邊境，市內有醫院和酒店，人口約10,300，其中約3,800人是來自中國的工人。
1°37′43.34″N 11°19′00.60″E / 1.6287056°N 11.3168333°E